# Cerbi
Cerbi es una localidad española del municipio de La Guingueta, perteneciente a la provincia de Lérida, en la comunidad autónoma de Cataluña.

## Toponimia
El nombre del lugar puede encontrarse con las grafías «Cerbi» y «Serví».

## Historia
Hacia mediados del siglo XIX, el lugar, por entonces perteneciente al municipio de Unarre, tenía contabilizada una población de veinticuatro habitantes. Aparece descrito en el decimocuarto volumen del Diccionario geográfico-estadístico-histórico de España y sus posesiones de Ultramar de Pascual Madoz con las siguientes palabras:

SERVÍ: l. agregado al distrito municipal de Unarre en la prov. de Lérida (36 1/2 hor.), part. jud. de Sort (9 1/2), aud. terr. y c. g. de Barcelona (53 1/2), dióc. de Seo de Urgel (15 1/2). sit. en un pequeño vallecito denominado de Unarre, dentro del valle de Aneo; vientos de N. á S. y clima frio propenso á pulmonias y reumas. Se compone de 21 casas, e igl. parr. (San Saturnino) cuyo curato es de entrada, servido por un rector, de provision del diocesano. Confina el térm. por N. con territorio francés (3 hor.); E. Gabas (1/2 cuarto); S. Auros y Unarre (1/4), y O. Isil y Unarre (1): le baña un riach. que va á unirse con el Noguera Pallaresa, el cual se denomina de Unarre: hay ademas varias fuentes para el surtido del vecindario. El terreno es flojo, pedregoso y muy montuoso, aunque sin arbolado: le cruza un camino que conduce á Francia pero en tan mal estado, por la naturaleza del terreno y muchas nieves, que solo es transitable 4 meses al año por el puerto llamado de Servi: la correspondencia se recibe de Esterrí por espreso dos veces á la semana. prod.: centeno, trigo, patatas y heno; cria ganados de toda clase, con preferencia vacuno; caza de liebres, perdices, muchas cabras monteses y algunos osos; pesca de escasas truchas. ind. y comercio: la recria del ganado que venden despues en el vecino reino. pobl.: 10 vec., 66 alm. riqueza imp.: 13,247 rs. contr.: el 14'48 por 100 de esta riqueza.
(Madoz, 1849, p. 199)

En la actualidad, pertenece al municipio de La Guingueta. En 2023, la entidad singular de población tenía empadronados 11 habitantes y el núcleo de población, 10.

## Patrimonio

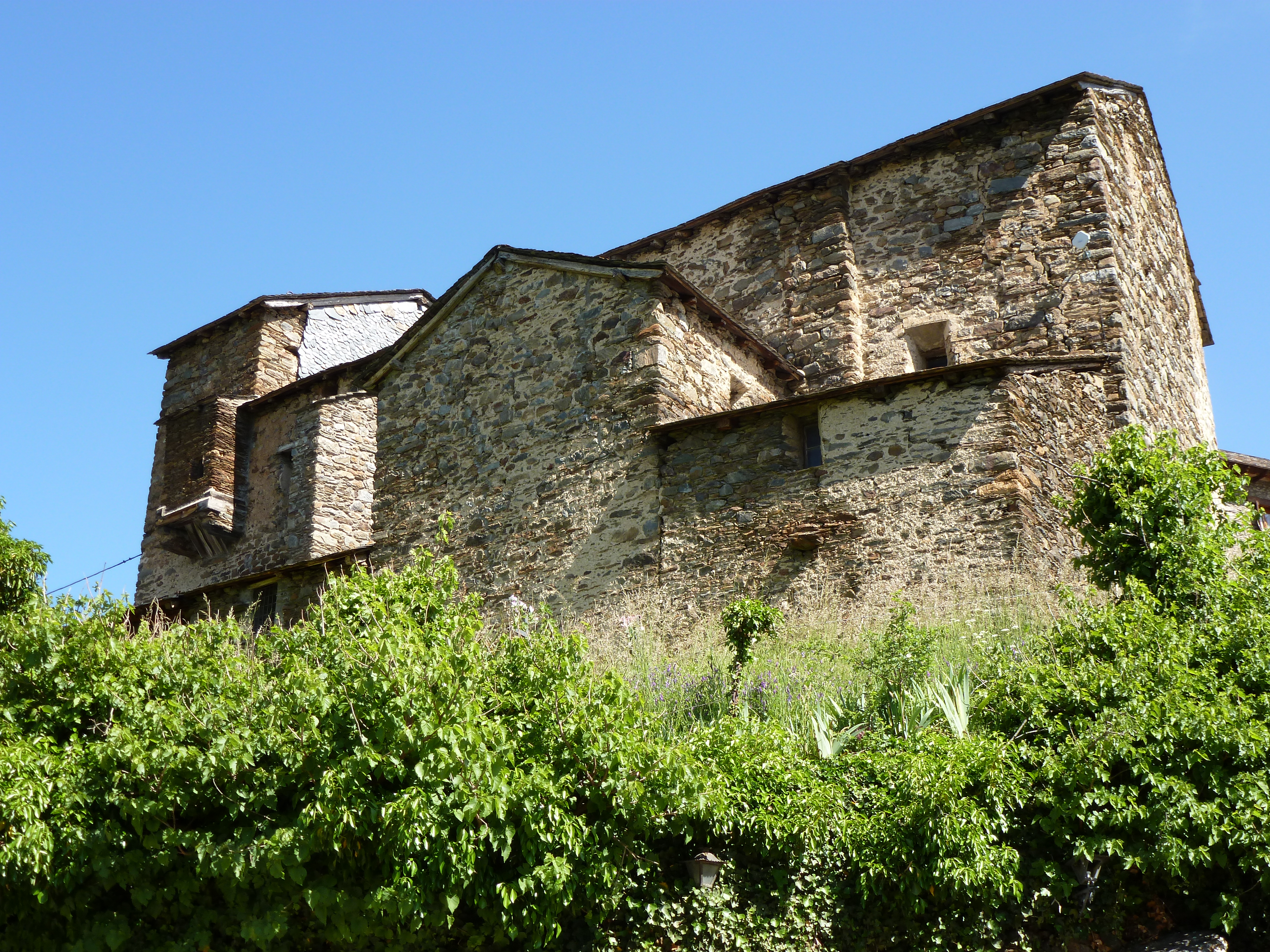
La iglesia de San Saturnino

Hay en la localidad una iglesia de San Saturnino.